# Gene Raymond
Gene Raymond (ur. 13 sierpnia 1908, zm. 2 maja 1998) – amerykański aktor filmowy i telewizyjny.

## Filmografia
Seriale
- 1950: Pulitzer Prize Playhouse
- 1952: Broadway Television Theatre
- 1961: The Dick Powell Show jako Ben Solomon
- 1975: The Invisible Man jako Sen Albert Hanover

Filmy
- 1931: Ladies of the Big House jako Standish McNeil
- 1932: Kaprys platynowej blondynki jako Gary Willis
- 1933: Karioka jako Roger Bond
- 1935: The Woman in Red jako John ‘Johnny’ Wyatt
- 1941: Pan i pani Smith jako Jeff Custer
- 1955: Cała naprzód jako Wendell Craig
- 1957: Plunder Road jako Eddie Harris
- 1964: Ten najlepszy jako Don Cantwell

## Wyróżnienia
Posiada swoją gwiazdę na Hollywoodzkiej Alei Gwiazd.